# ČSD-Baureihe E 203.0
Die ČSD-Baureihe E 203.0 war eine elektrische Lokomotive der einstigen Tschechoslowakischen Staatsbahnen ČSD, welche für den Dienstverkehr im Prager Knoten vorgesehen war.

## Geschichte und Einsatz
Für Dienstfahrten während der Wiederherstellung der Tunnel auf der Prager Verbindungsbahn wurde 1945 ein Akkuwagen deutschen Ursprungs genommen und als E 203.001 bezeichnet. Die frühere Verwendung des Fahrzeuges ist nicht bekannt. Er hatte zwei Antriebsachsen, eine alkalische Batterie und eine Hilfs- und Beleuchtungseinrichtung für das Tunnelgewölbe.
Weitere technische Daten von dem Fahrzeug sind nicht bekannt. Es wurde in Prag eingesetzt bis 1952, dann wurde es ausgemustert.